# Bligny-sur-Ouche
Bligny-sur-Ouche település Franciaországban, Côte-d’Or megyében. Lakosainak száma 815 fő (2022. január 1.). Bligny-sur-Ouche Thorey-sur-Ouche, Lusigny-sur-Ouche, Vic-des-Prés, Aubaine, Bessey-en-Chaume és Painblanc községekkel határos.

## Népesség
A település népességének változása:
| Lakosok száma | 750  | 765  | 745  | 814  | 847  | 840  | 831  | 811  | 815  | 815  |
|               | 1968 | 1982 | 1990 | 2006 | 2013 | 2015 | 2017 | 2019 | 2020 | 2022 |